# Bathybagrus stappersii
Bathybagrus stappersii es una especie de pez actinopeterigio de agua dulce, de la familia de los claroteidos.

## Morfología
Con el cuerpo típico de los bagres y una longitud máxima descrita de 45 cm.

## Distribución y hábitat
Se distribuye por aguas interiores de África, un endemismo del lago Tanganica, común en su extremo sur. Son peces de agua dulce tropical, de hábitat de tipo demersal, que prefieren una profundidad entre los 80 m y los 120 m.